# Asterina lobulifera
Asterina lobulifera är en svampart. Asterina lobulifera ingår i släktet Asterina och familjen Asterinaceae.  Utöver nominatformen finns också underarten indica.